# لويس جاي هاوغ جونيور
لويس جاي هاوغ جونيور (بالإنجليزية: Louis J. Hauge, Jr.)‏ هو عسكري أمريكي، ولد في 12 ديسمبر 1924 في أدا في الولايات المتحدة، وتوفي في 14 مايو 1945 في جزيرة أوكيناوا في اليابان.